# Olivier Rayet
Paul Daniel Olivier Rayet (Puy-l'Évêque, 23 septembre 1847 - Paris 16e, 19 février 1887) est un archéologue et helléniste français.

## Biographie
Orphelin de mère, il est élevé par son père et son frère aîné. Envoyé au lycée Bonaparte à Paris pour y préparer le concours d'entrée à l'École normale supérieure, il est admis en 1866 et sort premier de l’agrégation d'histoire en 1869.
Membre de l'École française d'Athènes, il voyage en Sicile et dans l'Italie su Sud puis gagne l'Asie Mineure. En Syrie, il explore le cours moyen de l'Euphrate et tente d'en reconstituer l'histoire. Il rejoint ensuite Ernest Desjardins, son ancien professeur de l’École normale, en Hongrie et en Serbie pour l'assister dans ses travaux de relèvement des inscriptions latines du Danube. Il visite alors l'Albanie, l'Épire et la Thessalie mais, débarquant à Cos, il y apprend que la guerre contre la Prusse est déclarée et regagne aussitôt la France où il est mobilisé.
Affecté dans l’administration, il devient sous-préfet à Murat puis secrétaire général du département de l'Aude. Admirateur de Gambetta, il se fait incorporer comme capitaine d'état-major et organise la résistance.
Après la guerre, il reprend ses études sur la Grèce et publie ses premiers articles dans le Bulletin de l’École d'Athènes. Il commence alors l'étude de la topographie d'Athènes.
Découvrant les statuettes de Tanagra sur le marché des antiquités, il en achète et constitue une collection pour le musée du Louvre. Présenté à Gustave et Edmond de Rothschild, il obtient d'eux le financement d'une expédition dans la vallée du Méandre et sur le territoire de Milet. En 1873, il fouille ainsi à Milet et travaille sur l'agora d'Héraclée Latmique et sur le site du sanctuaire de Didymes à Hiéronda.
Après les fouilles de Milet et leur remarquable résultat, Charles Ernest Beulé lui demande de devenir son suppléant à la chaire de la Bibliothèque nationale (janvier 1874). Il en devient titulaire en 1884 et est nommé directeur adjoint de l’École pratique des hautes études où il enseigne l'épigraphie grecque, la céramique et la topographie d'Athènes.
Il supplée ensuite Paul Foucart au Collège de France mais, gravement malade des suites d'une infection obtenue à Milet, doit renoncer à son enseignement.
Ève Gran-Aymerich écrit sur lui : « Sa mort prématurée prive l'archéologie grecque d'un de ses plus brillants représentants qui pendant dix ans a été le chef de file d'une nouvelle génération formée à l’École française d'Athènes ».

## Travaux
- Cours d'archéologie à la Bibliothèque nationale, 1874
- Recueil d'inscriptions inédites, Annuaire de l'Association pour l'encouragement des études grecques, 1875, p. 266-326
- Mémoire sur l'île de Cos, Archives des missions, 1876, p. 37-116
- Les fouilles d'Olympie, Gazette des beaux-arts, 1er février 1877
- Milet et le golfe latmique, Tralles, Magnésie du Méandre, Priène, Milet, Didymes, Héraclée du Latmos, 1877-1880
- Monuments de l'art antique, 1884
- Études d'archéologie et d'art, 1888
- Histoire de la céramique, mise eu point et publiée par Maxime Collignon, 1888-1890
- Topographie d'Athènes, inachevée
- Histoire de la sculpture grecque, inachevée